# 大澄れい
大澄 れい（おおすみ れい、1985年8月2日 - ）は、元宝塚歌劇団・雪組の男役。現在はイラストレーター。
滋賀県守山市、京都女子高等学校、諏訪ミュージカルスクール出身。身長168cm。愛称は「ザッキー」。

## 略歴
- 2004年、3度目の受験で宝塚音楽学校第92期生として入学。
  - 同期には、蘭乃はな（元花組トップ娘役）、真風涼帆 (元宙組トップスター)、鳳月杏(現月組トップスター)、すみれ乃麗、月野姫花らがいる。
- 2006年、宝塚歌劇団に入団。入団時の成績は48人中29番[1]。宙組公演『NEVER SAY GOODBYE』で初舞台。同年5月10日[1]に雪組に配属される。
- 2009年、2008年度賞のレッスン奨励賞を受賞する。
- 2014年、『一夢庵風流記 前田慶次』／『My Dream TAKARAZUKA』の東京公演千秋楽をもって、宝塚歌劇団を退団。
- 退団後、大阪芸術大学附属大阪美術専門学校を経て、大阪芸術大学美術学部美術学科に入学。

## 人物
- イラストを書くことが得意で、『歌劇』のえと文や『ロシアン・ブルー -魔女への鉄槌-／REO DE BRAVO!!』公演パンフレットなどにイラストが掲載されている。

## 宝塚歌劇団時代の主な舞台出演
- 2007年2月、『ハロー!ダンシング』（バウワークショップ）
- 2009年3月、『風の錦絵』／『ZORRO 仮面のメサイア』新人公演：フライング・ホース（本役：彩風咲奈）
- 2009年7月、『ロシアン・ブルー -魔女への鉄槌-』新人公演：フェリックス・アンバー（本役：涼瀬みうと）／『RIO DE BRAVO!!』
- 2010年7月、『ロジェ』新人公演：街の男（本役：香綾しずる）／『ロック・オン!』
- 2011年1月、『ロミオとジュリエット』新人公演：ジョン（本役：央雅光希）
- 2011年9月、『仮面の男』新人公演：看守フェルゼン（本役：香綾しずる）／『ROYAL STRAIGHT FLUSH!!』
- 2011年12月、『Samourai（サムライ）』（シアタードラマシティ・東京特別）ゲラン
- 2012年4月、『ドン・カルロス』幻覚（男）、新人公演：アルバ公爵（本役：蓮城まこと）／『Shining Rhythm!』
- 2012年7月、『フットルース』（梅田芸術劇場・博多座）ウェス
- 2012年11月、『JIN-仁-』咲山大澄丞（歌舞伎役者）、新人公演：新門辰五郎（本役：夏美よう）／『GOLD SPARK! －この一瞬を永遠に－』
- 2013年2月、『ブラック・ジャック 許されざる者への挽歌』（ドラマシティ・東京特別）運転手／ゴンチャロフ／郵便屋
- 2013年4月、『ベルサイユのばら -フェルゼン編-』農民
- 2013年8月、『春雷』（バウ）行使
- 2013年10月、宝塚大劇場公演 第52回 宝塚舞踊会
- 2013年11月、『Shall we ダンス?』ダンス教室の生徒[男]／『CONGRATULATIONS 宝塚!!』
- 2014年3月、『心中・恋の大和路』（ドラマシティ・東京特別）宿衆・もず屋（巡礼女）
- 2014年6月、『一夢庵風流記 前田慶次』小鳥逸平／『My Dream TAKARAZUKA』 ＊退団公演